# 烏馬里扎爾 (小區)
烏馬里扎爾（葡萄牙語：Umarizal）是巴西東北部北里約格朗德州西波蒂瓜爾中區的一個小區。

## 市鎮
烏馬里扎爾下轄以下的市鎮：
- 阿尔米诺—阿方索
- 安东尼奥马廷斯
- 弗鲁图奥苏-戈麦斯
- 若昂迪亚斯
- 卢克雷西亚
- 马丁斯
- 奥柳达瓜-杜博尔吉斯
- 帕圖
- 拉斐尔戈代鲁
- 塞里尼亚-杜斯平图斯
- 乌马里扎尔